# کنفتی (آلبوم لیتل میکس)
| بررسی جمعی           | بررسی جمعی |
| منبع                 | رتبه‌بندی   |
| -------------------- | ---------- |
| انی‌دیسنت‌میوزیک؟      | ۶٫۷/۱۰     |
| متاکریتیک            | ۷۵/۱۰۰     |
| بررسی انتقادی        |            |
| منبع                 | رتبه‌بندی   |
| Clash                | 9/10       |
| DIY                  | [ ۲ ]      |
| گاردین               | [ ۱ ]      |
| ایندیپندنت           | [ ۶ ]      |
| iNews                | [ ۷ ]      |
| The Line of Best Fit | 5.5/10     |
| musicOMH             | [ ۹ ]      |
| آبزرور               | [ ۱۰ ]     |
| ساندی تایمز          | [ ۱۱ ]     |
| دیلی تلگراف          | [ ۱۲ ]     |

کُنفتی (به انگلیسی: Confetti) ششمین آلبوم استودیویی از گروه دخترانه بریتانیایی لیتل میکس است. این آلبوم در ۶ نوامبر سال ۲۰۲۰ توسط آرسی‌ای رکوردز منتشر شد. آلبوم پیش از انتشار با سه تک‌آهنگ «ترانه جدایی»، «تعطیلات» و «ملودی شیرین» معرفی شد. پس از انتشار، آلبوم نظرات کلی مثبتی را از منتقدان دریافت کرد.

## زمینه
در ۱۲ مارس ۲۰۲۰، لیتل میکس یک موزیک ویدئو برای قطعه «Wasabi» از آلبوم ال‌ام۵ (۲۰۱۸) منتشر کرد. در پایان ویدئو، جلد آلبوم ال‌ام۵ قبل از پرتاب شدن توسط انفجار کاغذ رنگی‌ها، روی یک سکو ایستاده دیده می‌شود، و به دنبال آن پیام «New Era Pending» نشان داده می‌شود.
در ۱۶ سپتامبر ۲۰۲۰، کنفتی از طریق چندین رسانه‌های اجتماعی توسط لیتل میکس با تاریخ انتشار ۶ نوامبر ۲۰۲۰ و همچنین آلبوم و عنوان عنوان اعلام شد در ۱۸ سپتامبر، سرویس‌های پخش پیش سفارش آلبوم را منتشر کردند. نسخه استاندارد دارای ۱۳ قطعه است. در ۲۷ اکتبر، لیتل میکس با آمازون الکسا همکاری کرد تا فهرست قطعه‌های رسمی آلبوم را منتشر کند. طرفداران تشویق می‌شدند که بگویند «الکسا، برخی از کنفتی‌ها را بریز» و آنها یک نام ترانه دریافت می‌کنند. روز بعد، در ۲۸ اکتبر، فهرست کامل قطعه‌ها تأیید شد.

## تک‌آهنگ‌ها
در ۲۷ مارس ۲۰۲۰، «ترانه جدایی» به عنوان تک‌آهنگ آغازین آلبوم، در آن زمان بدون عنوان آلبوم منتشر شد. موزیک ویدئو رسمی در ۸ مه ۲۰۲۰ منتشر شد. در ۲۴ ژوئیه همان سال، «تعطیلات» به عنوان تک‌آهنگ دوم منتشر شد. موزیک ویدیو ترانه در ۲۸ اوت منتشر شد. در ۲۳ اکتبر، همان‌طور که در ۱۹ اکتبر اعلام شده بود، «ملودی شیرین» به عنوان سومین تک‌آهنگ آلبوم منتشر شد. یک موزیک ویدئو به همراه همان ترانه نیز منتشر شد.

### تک‌آهنگ‌های تبلیغاتی
در ۹ اکتبر ۲۰۲۰، «یک ترانه پاپ نیست» به عنوان اولین تک‌آهنگ تبلیغاتی آلبوم منتشر شد. در ۱۶ اکتبر ۲۰۲۰، «خوشبختی» به عنوان دومین تک‌آهنگ تبلیغاتی منتشر شد. در ۴ نوامبر ۲۰۲۰، یک قطعه ترانه همنام با عنوان آلبوم به عنوان سومین تک‌آهنگ تبلیغاتی منتشر شد.

## فهرست قطعه‌ها
| فهرست قطعه‌های کنفتی | فهرست قطعه‌های کنفتی              | فهرست قطعه‌های کنفتی |
| شماره               | نام                              | مدت                 |
| ------------------- | -------------------------------- | ------------------- |
| ۱.                  | «ترانه جدایی»                    | ۳:۲۰                |
| ۲.                  | «تعطیلات»                        | ۳:۳۳                |
| ۳.                  | «ملودی شیرین»                    | ۳:۳۳                |
| ۴.                  | «کنفتی»                          | ۲:۴۷                |
| ۵.                  | «خوش‌بختی»                        | ۳:۱۷                |
| ۶.                  | «یک ترانه پاپ نیست»              | ۲:۵۹                |
| ۷.                  | «هیچ چیز جز احساساتم»            | ۲:۴۲                |
| ۸.                  | «دستکش بالا»                     | ۲:۴۷                |
| ۹.                  | «یک آشفته (برات خوشحالم)»        | ۳:۲۹                |
| ۱۰.                 | «عشق من تو را ناامید نخواهد کرد» | ۲:۵۴                |
| ۱۱.                 | «قرار ملاقات»                    | ۲:۵۶                |
| ۱۲.                 | «اگه عشق منو می‌خواهی»            | ۲:۴۰                |
| ۱۳.                 | «نفس کشیدن»                      | ۳:۲۹                |
| مجموع مدت:          | مجموع مدت:                       | ۴۰:۲۶               |

## تاریخچه انتشار
| منطقه | تاریخ         | فرمت                                          | ناشر          | منا.   |
| ----- | ------------- | --------------------------------------------- | ------------- | ------ |
| مختلف | ۶ نوامبر ۲۰۲۰ | کاست سی‌دی دانلود دیجیتال ال‌پی استریمینگ وینیل | آرسی‌ای رکوردز | [ ۲۷ ] |